# Municipio de Walnut Lake (Minnesota)
El municipio de Walnut Lake (en inglés: Walnut Lake Township) es un municipio ubicado en el condado de Faribault en el estado estadounidense de Minnesota. En el año 2010 tenía una población de 214 habitantes y una densidad poblacional de 2,3 personas por km².

## Geografía
El municipio de Walnut Lake se encuentra ubicado en las coordenadas 43°43′16″N 93°49′4″O / 43.72111, -93.81778. Según la Oficina del Censo de los Estados Unidos, el municipio tiene una superficie total de 93.13 km², de la cual 90,49 km² corresponden a tierra firme y (2,83 %) 2,64 km² es agua.

## Demografía
Según el censo de 2010, había 214 personas residiendo en el municipio de Walnut Lake. La densidad de población era de 2,3 hab./km². De los 214 habitantes, el municipio de Walnut Lake estaba compuesto por el 99,53 % blancos, el 0,47 % eran de otras razas. Del total de la población el 1,87 % eran hispanos o latinos de cualquier raza.